# Pedro Antónovich de Brunswick
Pedro Antónovna de Brunswick (1745 - Horsens, Dinamarca; 1798), fue hijo del príncipe Antonio Ulrico de Brunswick-Wolfenbuttel y de la princesa y Gran Duquesa Ana Leopóldovna de Mecklenburg-Schwerin. Hermano del zar Iván VI de Rusia.

## Primeros años
Nació en el año 1745, después de la disposición y encarcelación de su hermano Iván VI y de su familia, por la emperatriz Isabel I de Rusia. 

## Encarcelamiento
Un golpe de Estado provocó la disposición de su hermano Iván VI, y llevó al trono a Isabel I, hija de Pedro I, el 6 de diciembre de 1741. Pedro y su familia fueron encarcelados en la fortaleza de Dunamunde (actualmente en Riga) el 13 de diciembre, después de una previa detención en Riga, donde la nueva Emperatriz había decidido primero enviarlos a Brunswick.
Al igual que sus hermanos, era enfermo y sufrió de mala salud durante gran parte de su vida. Su hermana Catalina, además, se volvió sorda después de sufrir una caída durante el caos del golpe de la emperatriz Isabel.

## Liberación
Pedro y sus tres hermanos sobrevivientes fueron puestos en libertad bajo la custodia de su tía, la reina viuda Juliana María de Brunswick-Wolfenbüttel, el 30 de junio de 1780, y se establecieron en Jutlandia. Allí vivieron bajo arresto domiciliario en Horsens por el resto de su vida bajo la tutela de Juliana y a expensas de su hermana Catalina. A pesar de que eran prisioneros, vivieron en relativa comodidad y retenían una pequeña "corte" de entre 40 y 50 personas, todas de Dinamarca.

## Muerte
Murió en el año 1798, a los 53/54 años de edad en Horsens, Dinamarca. 

## Ascendencia
|  |                                                    |  |  |  |  |  |  |  |  |  |  |  |  |  |  |  |
|  | 8. Fernando Alberto I, duque de Brunswick-Lüneburg |  |  |  |  |  |  |  |  |  |  |  |  |  |  |  |
|  |                                                    |  |  |  |  |  |  |  |  |  |  |  |  |  |  |  |
|  |                                                    |  |  |  |  |  |  |  |  |  |  |  |  |  |  |  |
|  | 4. Fernando Alberto II de Brunswick-Wolfenbüttel   |  |  |  |  |  |  |  |  |  |  |  |  |  |  |  |
|  |                                                    |  |  |  |  |  |  |  |  |  |  |  |  |  |  |  |
|  |                                                    |  |  |  |  |  |  |  |  |  |  |  |  |  |  |  |
|  | 9. Cristina de Hesse-Eschwege                      |  |  |  |  |  |  |  |  |  |  |  |  |  |  |  |
|  |                                                    |  |  |  |  |  |  |  |  |  |  |  |  |  |  |  |
|  |                                                    |  |  |  |  |  |  |  |  |  |  |  |  |  |  |  |
|  | 2. Antonio Ulrico de Brunswick-Wolfenbuttel        |  |  |  |  |  |  |  |  |  |  |  |  |  |  |  |
|  |                                                    |  |  |  |  |  |  |  |  |  |  |  |  |  |  |  |
|  |                                                    |  |  |  |  |  |  |  |  |  |  |  |  |  |  |  |
|  | 10. Luis Rodolfo de Brunswick-Luneburgo            |  |  |  |  |  |  |  |  |  |  |  |  |  |  |  |
|  |                                                    |  |  |  |  |  |  |  |  |  |  |  |  |  |  |  |
|  |                                                    |  |  |  |  |  |  |  |  |  |  |  |  |  |  |  |
|  | 5. Antonieta Amalia de Brunswick-Wolfenbüttel      |  |  |  |  |  |  |  |  |  |  |  |  |  |  |  |
|  |                                                    |  |  |  |  |  |  |  |  |  |  |  |  |  |  |  |
|  |                                                    |  |  |  |  |  |  |  |  |  |  |  |  |  |  |  |
|  | 11. Cristina Luisa de Oettingen-Oettingen          |  |  |  |  |  |  |  |  |  |  |  |  |  |  |  |
|  |                                                    |  |  |  |  |  |  |  |  |  |  |  |  |  |  |  |
|  |                                                    |  |  |  |  |  |  |  |  |  |  |  |  |  |  |  |
|  | 1. Pedro Antónovich de Brunswick                   |  |  |  |  |  |  |  |  |  |  |  |  |  |  |  |
|  |                                                    |  |  |  |  |  |  |  |  |  |  |  |  |  |  |  |
|  |                                                    |  |  |  |  |  |  |  |  |  |  |  |  |  |  |  |
|  | 12. Federico de Mecklemburgo-Grabow                |  |  |  |  |  |  |  |  |  |  |  |  |  |  |  |
|  |                                                    |  |  |  |  |  |  |  |  |  |  |  |  |  |  |  |
|  |                                                    |  |  |  |  |  |  |  |  |  |  |  |  |  |  |  |
|  | 6. Carlos Leopoldo de Mecklemburgo-Schwerin        |  |  |  |  |  |  |  |  |  |  |  |  |  |  |  |
|  |                                                    |  |  |  |  |  |  |  |  |  |  |  |  |  |  |  |
|  |                                                    |  |  |  |  |  |  |  |  |  |  |  |  |  |  |  |
|  | 13. Cristina de Hesse-Homburg                      |  |  |  |  |  |  |  |  |  |  |  |  |  |  |  |
|  |                                                    |  |  |  |  |  |  |  |  |  |  |  |  |  |  |  |
|  |                                                    |  |  |  |  |  |  |  |  |  |  |  |  |  |  |  |
|  | 3. Ana Leopóldovna de Mecklenburg-Schwerin         |  |  |  |  |  |  |  |  |  |  |  |  |  |  |  |
|  |                                                    |  |  |  |  |  |  |  |  |  |  |  |  |  |  |  |
|  |                                                    |  |  |  |  |  |  |  |  |  |  |  |  |  |  |  |
|  | 14. Iván V de Rusia                                |  |  |  |  |  |  |  |  |  |  |  |  |  |  |  |
|  |                                                    |  |  |  |  |  |  |  |  |  |  |  |  |  |  |  |
|  |                                                    |  |  |  |  |  |  |  |  |  |  |  |  |  |  |  |
|  | 7. Catalina Ivanovna de Rusia                      |  |  |  |  |  |  |  |  |  |  |  |  |  |  |  |
|  |                                                    |  |  |  |  |  |  |  |  |  |  |  |  |  |  |  |
|  |                                                    |  |  |  |  |  |  |  |  |  |  |  |  |  |  |  |
|  | 15. Praskovia Saltykova                            |  |  |  |  |  |  |  |  |  |  |  |  |  |  |  |
|  |                                                    |  |  |  |  |  |  |  |  |  |  |  |  |  |  |  |
|  |                                                    |  |  |  |  |  |  |  |  |  |  |  |  |  |  |  |